# Vichorevka
Vichorevka (rusky Вихоревка) je město v Irkutské oblasti v Ruské federaci. Při sčítání lidu v roce 2010 měla přes dvaadvacet tisíc obyvatel.

## Poloha a doprava
Vichorevka leží na řece Vichorevě, levém přítoku Angary v povodí Jeniseje. Od Irkutsku, správního střediska oblasti, je vzdálena přibližně 900 kilometrů severozápadně, nejbližší město v okolí je Bratsk přibližně pětatřicet kilometrů severovýchodně.
Přes Vichorevku vede Bajkalsko-amurská magistrála. Je zde nádraží vzdálené po kolejích 269 kilometrů od Tajšetu, kde magistrála začíná.

## Dějiny
Sídlo zde vzniklo v roce 1957 se stavbou nádraží a železnice Tajšet – Usť-Kut, která se později stala součástí Bajkalsko-amurské magistrály. Pojmenováno bylo podle řeky, na které leží, přičemž ta byla pojmenována podle Vichora Savina, který zde přišel o život v roce 1630 během střetů s Evenky.
Městem je Vichorevka od roku 1966.